# Keita Kanemoto
Keita Kanemoto (Hiroshima, 13 juli 1977) is een voormalig Japans voetballer.

## Carrière
Keita Kanemoto speelde tussen 1996 en 2003 voor Sanfrecce Hiroshima en Oita Trinita.

## Statistieken
| Japan   | Japan               | Japan       | League | League | Emperor's Cup | Emperor's Cup | J-League Cup | J-League Cup | Totaal | Totaal |
| Seizoen | Club                | League      | Wed.   | Goals  | Wed.          | Goals         | Wed.         | Goals        | Wed.   | Goals  |
| ------- | ------------------- | ----------- | ------ | ------ | ------------- | ------------- | ------------ | ------------ | ------ | ------ |
| 1996    | Sanfrecce Hiroshima | J. League 1 | 0      | 0      | 0             | 0             | 0            | 0            | 0      | 0      |
| 1997    | Sanfrecce Hiroshima | J. League 1 | 8      | 0      | 1             | 0             | 2            | 0            | 11     | 0      |
| 1998    | Sanfrecce Hiroshima | J. League 1 | 3      | 0      | 0             | 0             | 2            | 0            | 5      | 0      |
| 1999    | Oita Trinita        | J. League 2 | 29     | 0      | 3             | 1             | 4            | 0            | 36     | 1      |
| 2000    | Oita Trinita        | J. League 2 | 13     | 0      | 2             | 0             | 0            | 0            | 15     | 0      |
| 2001    | Oita Trinita        | J. League 2 | 13     | 0      | 2             | 0             | 2            | 0            | 17     | 0      |
| 2002    | Oita Trinita        | J. League 2 | 27     | 0      | 1             | 0             | -            | -            | 28     | 0      |
| 2003    | Oita Trinita        | J. League 1 | 8      | 0      | 0             | 0             | 1            | 0            | 9      | 0      |
| Totaal  | Totaal              | Totaal      | 101    | 0      | 9             | 1             | 11           | 0            | 121    | 1      |